# Milvijski most
Milvijski most (italijansko Ponte Milvio ali Ponte Molle; latinsko Pons Milvius ali Pons Mulvius) je most čez Tibero v severnem delu Rima, Italija. Bil je gospodarsko in strateško pomemben most v dobi Rimskega cesarstva in je bil kraj znamenite bitke pri Milvijskem mostu.

## Zgodovina
Most je dal zgraditi konzul Gaij Klavdij Nero leta 206 pred našim štetjem, potem ko je v bitki pri Metauru premagal kartažansko vojsko. Leta 109 pred našim štetjem je cenzor Mark Aemilij Scaur zgradil nov most  iz kamna na istem mestu po tem, ko je porušil starega. Leta 63 pred našim štetjem so tukaj prestregli pisma zarotnika Katilina, ki so Ciceru omogočili, da jih je naslednji dan prebral v rimskem senatu. Konstantin I. Veliki je leta 312 v znameniti bitki pri Milvijskem mostu premagal svojega močnejšega tekmeca Maksencija.
V srednjem veku je most obnovil menih Acuzio. Leta 1429 je papež Martin V.  prosil slavnega arhitekta Francesca da Genazzana, naj ga popravi, ker se je sesul. V 18. in 19. stoletju sta most preoblikovala dva arhitekta, Giuseppe Valadier in Domenico Pigiani.
Most so leta 1849 močno prizadele Garibaldijeve čete v poskusu blokiranja francoske invazije, pozneje pa ga je leta 1850 popravil papež Pij IX..

## Problemi

### Ljubezenske ključavnice
Po izdaji priljubljene knjige in filma 'Želim te' (Ho voglia di te, 2006) avtorja Federica Moccia so pari začeli - kot znak ljubezni - zaklepati ključavnice na svetilke na mostu. Po pritrditvi ključavnice vržejo ključ v Tibero . Potem ko se je leta 2007 delno zrušila svetilka zaradi teže ključavnic, so začeli uporabljati vse dele mostu, vključno ograje, balustrade in koše za smeti. Nadaljevalo se je, čeprav je mestni svet Rima uvedel denarno kazen v višini 50 evrov za vsakogar, ki so ga zasačili da pritrjuje ključavnico na mostu. Leta 2012 so mestne oblasti odstranile vse ključavnice . Tradicija zaklepanja se je odtlej razširila po Italiji, preostali Evropi in po vsem svetu.

### Nogometno nasilje
Most je znan kot kraj, kjer so italijanski nogometni huligani znani kot Ultras iz A.S. Roma na dna tekme pogosto napadali navijače nasprotnih moštev. Zaradi napada Flash mob ali puncicata, kot je znano v rimskem slengu, so flash mob Ultras hitro napadli drugo skupino navijačev in jih zabodli v zadnjico, preden so zbežali. Most se uporablja, ker je zaradi njegove zasnove in lokacije primeren za to vrsto zased. Ob igrah, ki jih je odigrala druga lokalna ekipa S.S. Lazio, se navijači A.S. Roma po navadi izogibajo območju, saj se tam običajno zbirajo Lazio Ultras. [5